# 秦宜禄
秦 宜禄（しん ぎろく、? - 199年）は、中国後漢時代末期の武将。并州雲中郡（現在の内モンゴル自治区フフホト市）の人。子は秦朗。

## 事跡
呂布配下。建安3年（198年）、曹操が下邳城に立て籠もる呂布を包囲すると、秦宜禄は呂布の使者として袁術の下へ救援要請に赴いたが、その先で袁術によって滅ぼされた陳愍王の劉寵（明帝の後裔）の娘と結婚させられた。なお、秦宜禄には杜氏という妻がおり下邳に留まっていたが、呂布滅亡後には関羽に見とれられ、最終的には曹操の側室となった。
秦宜禄は呂布が滅亡すると曹操に降り、沛郡銍県長に任命された。建安4年（199年）に劉備が小沛で曹操に反旗を翻すと、その腹心張飛が秦宜禄の下にやってきて「妻を奪い取った男に仕えるのは愚かなことだ。私について来い」と勧誘した。秦宜禄も最初は受諾したが、すぐに後悔して張飛に「帰りたい」と願い出たため、怒った張飛に殺害されてしまった。
子の秦朗は生母が曹操の側室となり、その養子となった。後に魏の権臣となった。
なお、小説『三国志演義』には登場しない。